# Pedro Miguel dos Santos Oliveira
Pedro Miguel dos Santos Oliveira (Braga, 18 agosto 1983) è un ex calciatore portoghese, di ruolo difensore.

## Carriera

### Club
Nato a Braga, a 10 anni Miguel Oliveira inizia a giocare nelle giovanili della squadra della sua città, lo Sporting Braga. Aggregato al Braga B dal 2002 al 2006, passa poi una stagione al Gondomar e poi dal 2007 al 2009 all'Estoril Praia, sempre in Segunda Liga.
Acquistato dai ciprioti dell'Ermīs Aradippou, dove milita fino al 2011, torna in patria al Moreirense per la stagione 2011-2012. Nell'estate 2012 si trasferisce all'Arouca dove già alla prima stagione centra la promozione in Primeira Liga. Dal 2013 al 2015 ha modo di giocare due annate in massima serie portoghese.
Lasciato l'Arouca, Miguel Oliveira viene tesserato dal Chaves (in cadetteria), con cui sale in Primeira al termine della stagione 2015-2016. In seguito passa un biennio al Vizela e qualche mese alla Vilaverdense nel 2018, prima di tornare al Gondomar, questa volta nella squadra riserve. Dal 2019 milita nel Dumiense.